# Ugo Maria Cumino
Ugo Maria Cumino (Revello, 11 giugno 1762 – ...) è stato un micologo italiano.

## Biografia
Nato a Revello l'11 giugno 1762 con il nome di Giovanni Paolo Cumino, divenne poi frate Ugo Maria Cumino.

Le prime notizie di questo importante micologo, revellese di nascita, compaiono circa 39 anni fa durante la pubblicazione del volume di Giacomo Lazzari la Storia della micologia italiana.
Dopo aver studiato a Moretta, e aver ottenuto il diploma di speziale a Torino, entrò come converso nella Certosa di Pesio, dove si dedicò principalmente allo studio dei funghi e delle erbe e dove prese i voti nel 1791.
Il Cumino scrisse nel 1804 una memoria micologica molto importante intitolata Fungorum Vallis Pisìì Specimen, letteralmente: "Campionario dei funghi della Valle Pesio". Possiamo dire che è il primo volume sulla flora micologica che mai sia stata pubblicata in Piemonte e una delle prime in Italia. Nell'opera vengono descritte 151 specie e alcune varietà seguite da un elenco di oltre 40 specie elencate, suddivise in 21 generi diversi, oltre un centinaio sono Macromiceti quindi Basidiomiceti ed Ascomiceti, le rimanenti specie sono Micromiceti e Mixomiceti.
Il 12 gennaio 1794 divenne socio dell'Accademia delle Scienze di Torino.
Un indizio del Cumino compare invece nel volume I Moti di Revello e della alta valle Po in luglio 1797 di G. Roberti (1901) che trascrive una lettera del padre Giovanni Battista Cumino al figlio Fra Ugo Maria Cumino. Tracce del Cumino vengono trovate negli archivi dell'Accademia delle Scienze di Torino con cartaceo composto da 93 fogli datati tra il 1788 ed il 1802.
Ugo Maria Cumino visse a lungo in realtà nella decentrata Certosa di Tetti Pesio a Cuneo (anticamente Tetti dei Certosini di Valle Pesio).
Nell’antica Cappella di San Grato, annessa al Monastero di Tetti Pesio, ancora oggi è conservato il mortaio in marmo, in origine una piccola acquasantiera medioevale, utilizzata dal Cumino per le sue attività di studio ed analisi.
Alla chiusura della Certosa nel 1802, Cumino si trasferì a Cuneo, dove nel 1803 viene nominato direttore dell'Orto Botanico di Cuneo, appena istituito.
Dopo il 1808 si perdono le tracce di Ugo Maria Cumino e rimangono ignote la data e la località di morte.
A Ugo Maria Cumino è stata dedicata l'Associazione Micologica Bovesana delle Alpi di Cuneo (AMBAC).

## Opere
- Fungorum vallis Pisii specimen, in Atti dell'Accademia delle scienze di Torino, 1806